# Leon Ruff
Dartanyon Ruffin (* 14. April 1996 in Pensacola, Florida) ist ein amerikanischer Wrestler. Er stand zuletzt bei der WWE unter Vertrag und trat regelmäßig in deren Show NXT auf. Sein bislang größter Erfolg war der Erhalt der NXT North American Championship.

## Wrestling-Karriere

### Free Agent (2017–2020)
Sein erstes Match bestritt er am 1. Januar 2017 für World Wrestling Alliance 4. Das Match verlor er gegen Shynron. Seinen ersten Sieg errang er am 4. August 2017 gegen AC Mack, Alan Angels, Ashton Starr, David Ali, James Bandy, Kavron Kanyon und Tony Midas. Über die nächsten Jahre bestritt er viele Einzel- und Tag-Team-Matches für verschiedene Promotions, einen Titel konnte er sich jedoch nicht sichern.
2019 begann er mit AR Fox ein Tag Team zu bilden. Am 13. Juli 2019 sicherten sie sich die Evolve Tag Team Championship. Hierfür besiegten sie The Unwanted Eddie Kingston & Joe Gacy. Sein erstes Match für NXT bestritt er am 4. Dezember 2020, dieses verlor er zusammen mit Adrian Alanis gegen The Forgotten Sons Steve Cutler & Wesley Blake. Die Regentschaft hielt 147 Tage, sie verloren die Titel am 7. Dezember 2019 an The Besties In The World Davey Vega & Mat Fitchett.

### World Wrestling Entertainment (2020–2021)
Im April 2020 unterzeichnete er einen Vertrag bei der WWE. Sein erstes Match bestritt er am 29. April 2020 gegen Karrion Kross, dieses verlor er. Sein nächstes Match bestritt er am 27. Mai 2020 gegen Tommaso Ciampa, auch dieses Match verlor er. In seiner Zeit bei NXT konnte er kein einziges Match gewinnen. Auch bei seinen Auftritten für 205 Live konnte er kein einziges Match für sich entscheiden.
Am 11. November 2020 gewann er den NXT North American Championship, hierfür besiegte er Johnny Gargano. Die Regentschaft hielt 25 Tage, er verlor den Titel am 6. Dezember 2020 bei NXT TakeOver: WarGames IV an Johnny Gargano. Am 6. August 2021 wurde er von der WWE entlassen.

## Titel und Auszeichnungen
- World Wrestling Entertainment
  - NXT North American Championship (1×)

- Evolve
  - Evolve Tag Team Championship (1×) mit AR Fox